# Сандельс, Эллен
Эллен Шарлотта Сандельс, урождённая Карлстрём (швед. Ellen Charlotta Sandels; 22 июля 1859, Вестергётланд — 22 ноября 1931, Стокгольм) — шведский композитор, автор популярных песен, танцев и маршей.

## Биография
Эллен Сандельс родилась 22 июля 1931 года в поместье Лёвоса (Lövåsa) в Вестергётланде. Её родителями были помещик Карл Юхан Карлстрём и его жена Ида Каролина. В детстве Эллен брала уроки пения у Фредрики Стенхаммар. В возрасте девятнадцати лет она вышла замуж за офицера Карла Акселя Магнуса Сандельса. Супруги жили в Стокгольме, Дюссельдорфе, Гётеборге. Именно в последнем началась композиторская деятельность Эллен: к тому времени ей уже было 38 лет и она была матерью четверых детей.

Обложка нотного издания вальса-бостона Эллен Сандельс. 1909

Её первое сочинение, под названием «Petit cœur», представляет собой танец па-де-катр. Пьеса была оркестрована и впервые исполнена в 1897 году. Она быстро приобрела популярность, так что следующие композиции Сандельс издавались немедленно после написания.
В декабре 1901 года Сандельс основала журнал Damernas musikblad («Журнал о музыке для женщин»). В нём печатались музыкальные пьесы, статьи о музыке и музыкантах, рецензии и музыкальная критика. Более трети публиковавшихся в журнале композиций представляли собой последние сочинения современных композиторов; остальное составляли классические произведения, салонная музыка и танцевальные пьесы.
В 1902 году, после смерти мужа, Эллен Сандельс переехала в Стокгольм и вплоть до 1913 года издавала свой журнал. Она умерла 22 ноября 1931 года в Стокгольме.
Произведения Сандельс включают около 70 фортепианных пьес и несколько песен. Среди первых преобладают вальсы, марши, па-де-катр, польки и гавоты. Все они написаны таким образом, чтобы исполнение было доступно даже любителю. Многие из них пользовались большой популярностью: оркестры и военные ансамбли Швеции, Дании и Германии играли её марши, а танцевальные композиции часто можно было услышать на балах.